# أليكس ساوث
خطأ لوا في mw.text.lua على السطر 25: bad argument #1 to 'match' (string expected, got nil).
أليكس ساوث (بالإنجليزية: Alex South)‏ هو لاعب كرة قدم بريطاني في مركز الدفاع، ولد في 7 يوليو 1931 في برايتون في المملكة المتحدة. لعب مع برايتون أند هوف ألبيون ونادي ليفربول ونادي هاليفاكس تاون.